# Sint-Pauluskerk (Bornholm)
De Sint-Pauluskerk of Kerk van Poulsker (Deens: Sankt Povls Kirke of Poulsker Kirke) is een romaans kerkgebouw in het kerkdorp Poulsker bij Nexø op het Deense eiland Bornholm.

## Beschrijving
De Pauluskerk is de jongste van de romaanse kerken die Bornholm rijk is. De kerk is prachtig gelegen op een heuvel met een mooi uitzicht op het zuidoostelijke eiland. Het kerkgebouw is vernoemd naar de apostel Paulus en werd rond 1248 gebouwd. Het gebouw bestaat uit een kerkschip, een koor en een apsis. Anders dan de andere kerken op Bornholm heeft de Pauluskerk geen toren. Daarentegen is de voor de Bornholmse kerken karakteristieke vrijstaande klokkentoren wel aanwezig.
In 1871 werd het kerkschip met 4 meter naar het westen verlengd. De voorhal werd in 1881 grondig gerestaureerd. Boven de deur van het zuidelijk portaal bevindt zich een goed bewaard gebleven fleur-de-lys.

## Interieur
De kerk biedt plaats aan 200 gelovigen.
- Aan de noordelijke muur zijn vier goed bewaarde fresco's van de romeinse soldaat die de gekruisigde Christus met zijn lans steekt, de graflegging, de vrouwen bij het lege graf en de verrijzenis van Christus.
- Op de zuidelijk muur bevindt zich een merkwaardige muurschildering van dieren die een spel spelen; beren die dansen en een beer die op een doedelzak speelt.
- Net als in veel andere Bornholmse kerken hangt in het kerkschip een votiefschip; het is een schaalmodel uit 1937 van de Thermopylae Aberden.
- De renaissance kansel dateert uit circa 1600.
- In de koorboog bevindt zich een beeldreliëf van Sint-Paulus.
- Het laatromaanse doopvont van de Pauluskerk werd in Gotland gemaakt.
- De apsis van de kerk heeft drie bijzondere romaanse kruisvormige ramen.

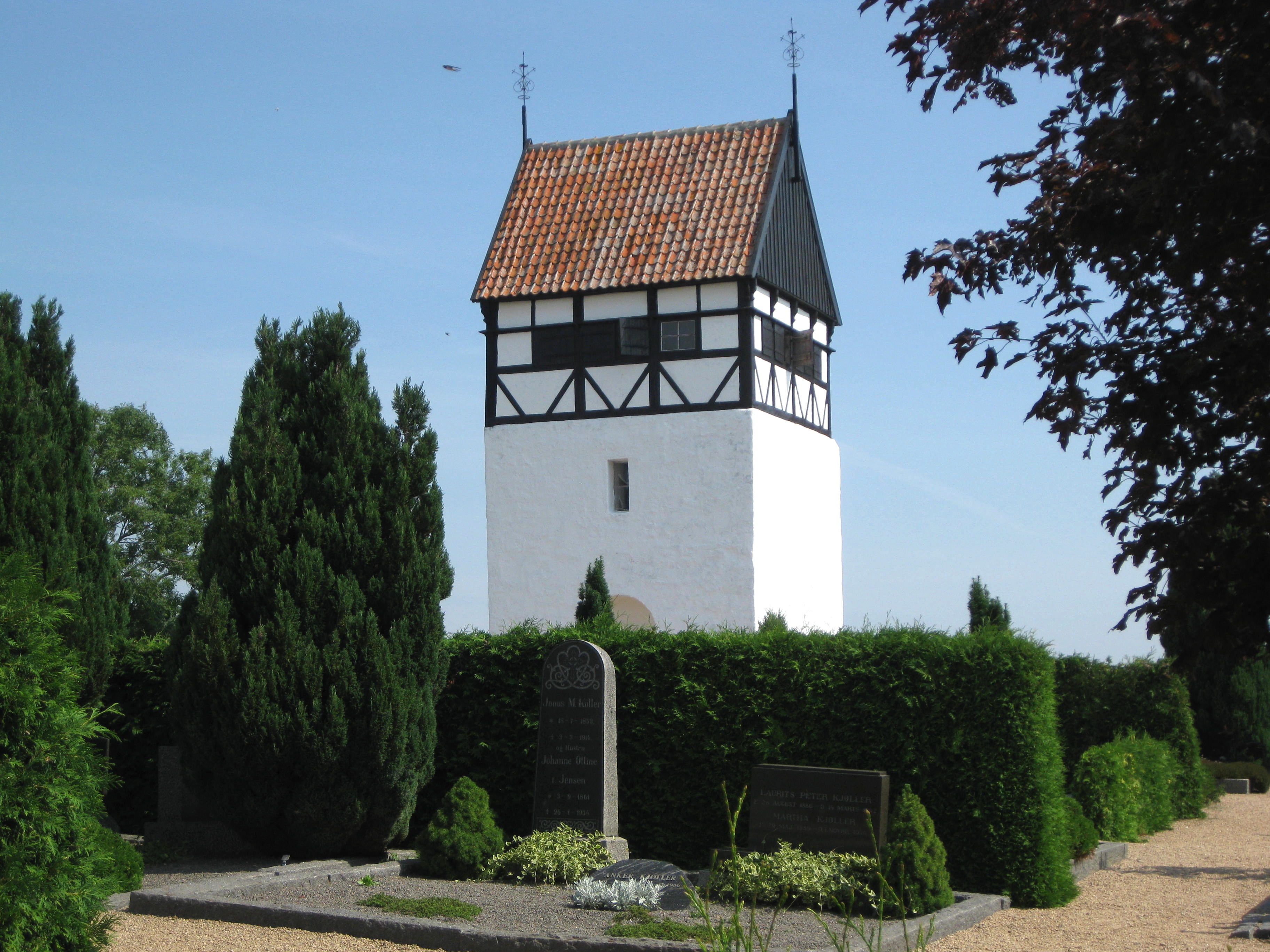
Klokkentoren
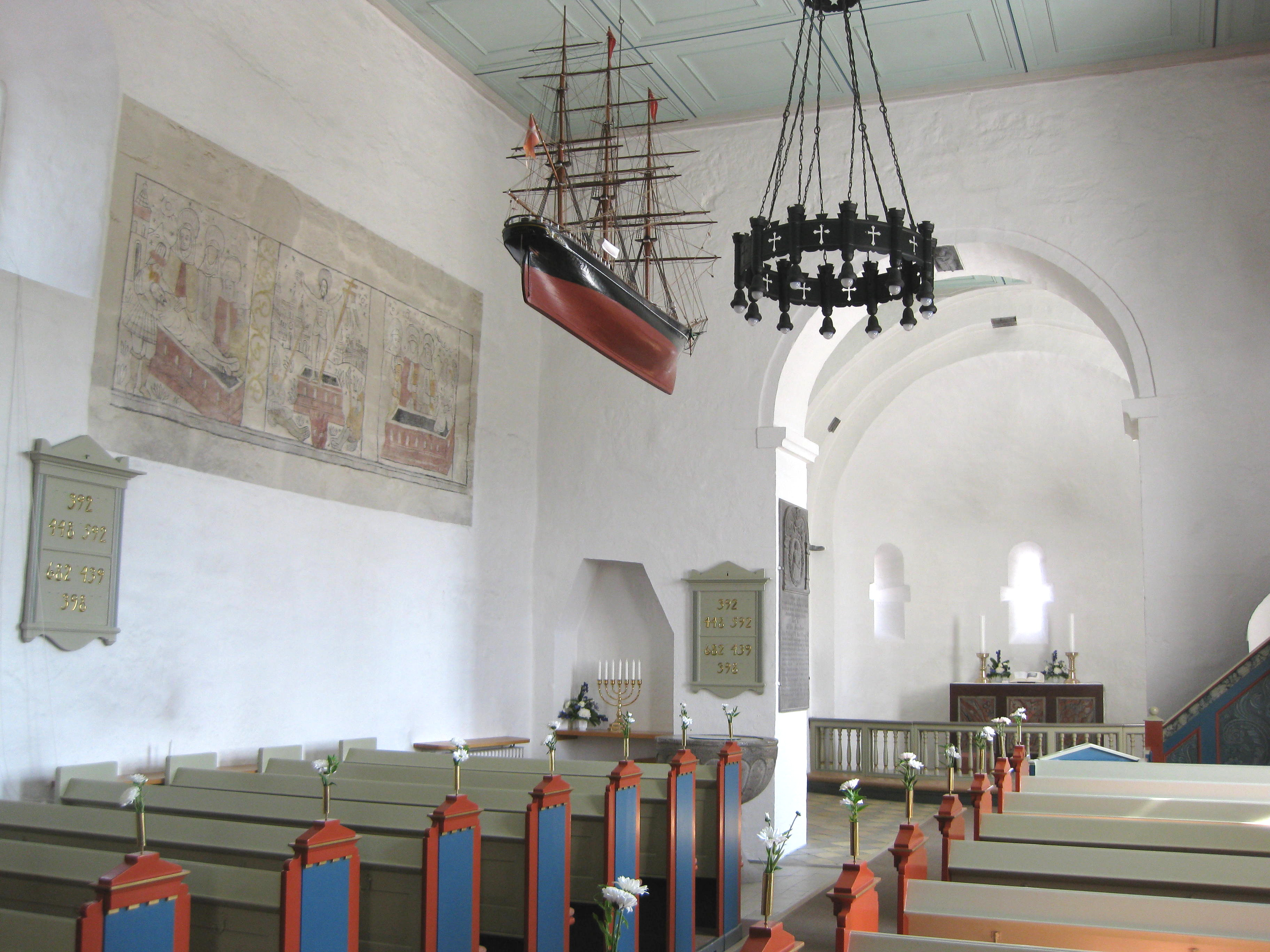
Kerkschip
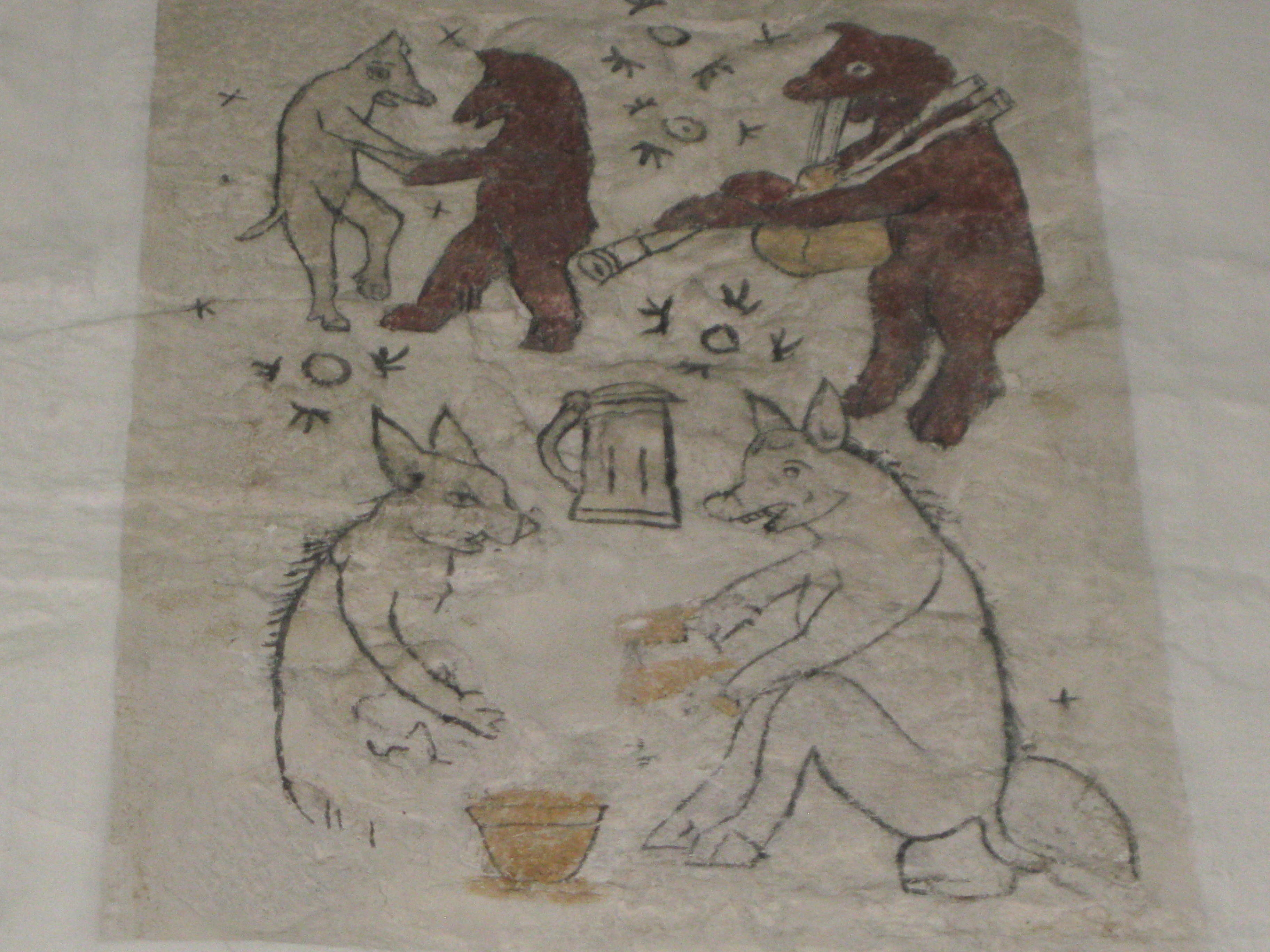
Dierenfresco
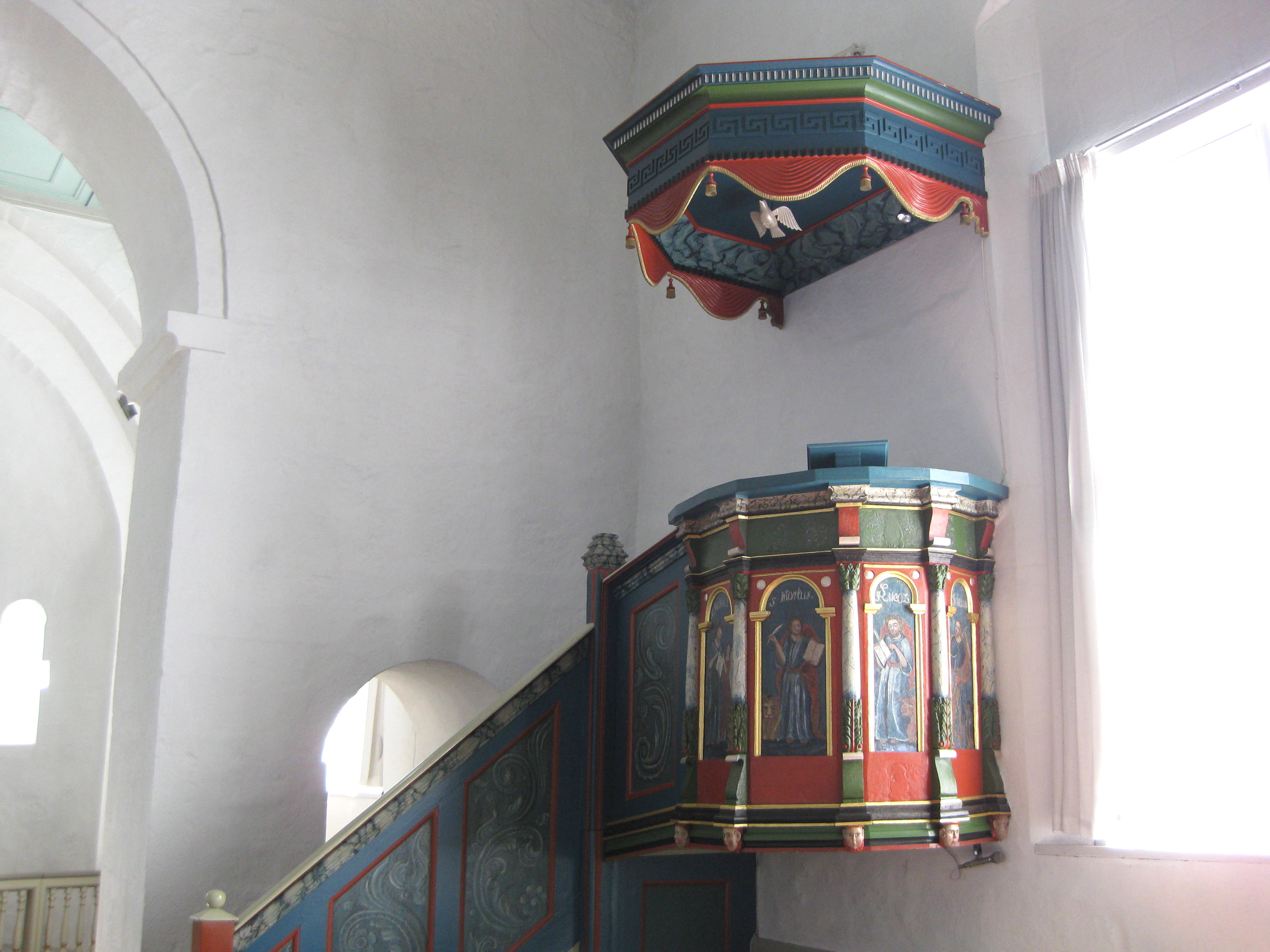
Preekstoel

## Orgel
Het orgel werd in 1973 gebouwd door de orgelbouwer Poul Gerhard-Andersen en heeft 12 registers.